# Liste der Gemeindeverbände im Département Territoire de Belfort
Das Département Territoire de Belfort liegt in der Region Bourgogne-Franche-Comté in Frankreich. Es untergliedert sich in 3 Gemeindeverbände.
Siehe auch: Liste der Gemeinden im Département Territoire de Belfort

## Gemeindeverbände

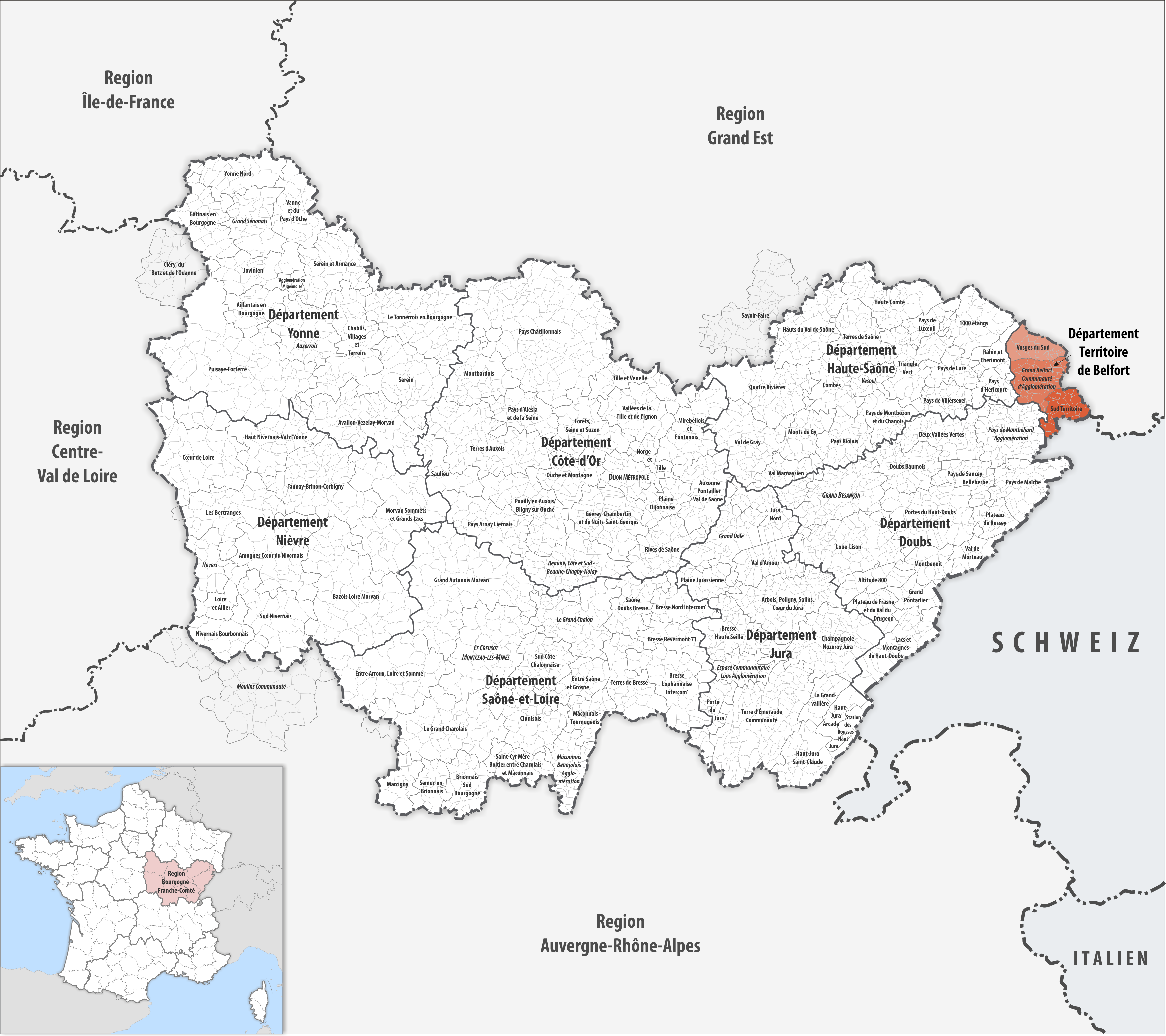
Gemeindeverbände im Département Territoire de Belfort

| Gemeindeverband | Gemeinden im Départ./Verband | Einwohner 1. Januar 2022 | Fläche km² | Dichte Einw./km² | SIREN- Nummer | Rechtsform                 | Gründungsdatum    |
| --------------- | ---------------------------- | ------------------------ | ---------- | ---------------- | ------------- | -------------------------- | ----------------- |
| Grand Belfort   | 52/52                        | 101.451                  | 262,02     | 387              | 200 069 052   | Communauté d’agglomération | 2. Dezember 2016  |
| Sud Territoire  | 27/27                        | 23.585                   | 172,29     | 137              | 249 000 241   | Communauté de communes     | 21. Dezember 1999 |
| Vosges du Sud   | 22/22                        | 15.046                   | 175,13     | 86               | 200 069 060   | Communauté de communes     | 2. Dezember 2016  |